# Travaliov
Travaliov (del ruso: Травалёв) es un jútor del raión de Apsheronsk del krai de Krasnodar, en Rusia. Está situado en las vertientes septentrionales del Cáucaso Occidental, a orillas del río Jadazhka, afluente del Kubán a través del Pshish, 17 km al oeste de Apsheronsk y 86 km al sureste de Krasnodar, la capital del krai. Tenía 456 habitantes en 2010
Pertenece al municipio urbano Jadyzhenskoye.